# Timandra apicirosea
Timandra apicirosea är en fjärilsart som beskrevs av Louis Beethoven Prout 1935. Timandra apicirosea ingår i släktet Timandra och familjen mätare. Inga underarter finns listade i Catalogue of Life.